# Ștefan Vulpe
Ștefan Vulpe (n. 21 noiembrie 1888, Comuna Remetea Mare, Timiș) a fost un deputat în Marea Adunare Națională de la Alba Iulia, organismul legislativ reprezentativ al "tuturor românilor din Transilvania, Banat și Țara Ungurească", cel care a adoptat hotărârea privind Unirea Transilvaniei cu România, la 1 decembrie 1918.

## Biografie
Ștefan Vulpe a fost fiul unui învățător confesional ortodox-român. În anul 1909 a terminat pedagogia ortodoxă-română din Arad. A fost învățător român în comunele Gladna-Română, Alioș și Giulvăz din Banat.  Din anul 1921 este învățător în Timișoara, când împreună cu Emanuil Ungureanu întemeiază primul cămin de ucenici, apoi în următorii ani întemeiază două cămine de ucenici pe care le conduce în calitate de director. Tot aici conlucrează la înființarea societății „Meseriașul" pentru ajutorarea ucenicilor și calfelor; pentru meseriașii români organizează societatea cooperatistă „Protectorul", pentru împrumut cu dobânzi reduse, ajungând președintele acesteia.
În anul 1927 a fost numit inspector de organizare a căminelor de ucenici din Ardeal, înființând cămine aproape în toate centrele din Ardeal. În anul 1930 a fost delegat și ca inspector al școalelor de ucenici. În anul 1933 a fost numit președinte al Camerii de Muncă din Timișoara, funcționând în acest post până în 1938. A fost director al Căminului de ucenici de Stat Marele Voievod Mihai de Alba - Iulia din Timișoara și inspector de organizare și gospodărie al căminelor de ucenici din întreaga țară.

## Activitatea politică
Ca deputat în Marea Adunare Națională din 1 decembrie 1918, Ștefan Vulpe a reprezentat ca delegat titular al Gărzii Naționale Române din comitatul Timiș. Având gradul de stegar la Regimentul 33 Infanterie din Arad, a venit într-un concediu de 20 de zile, în octombrie 1918, la Timișoara, unde îl găsește revoluția. Ia parte la ședința ofițerilor din garnizoana Timișoara, convocată de colonelul Bartha. Se atașează protestului făcut de Dr. Aurel Cosma și este prezent la constituirea „Sfatului Național” din Timișoara.
Ia parte în fruntea primelor companii de soldați care se manifestau în noiembrie 1918, pentru preluarea „Imperiului Român” din Banat. Depune în casa Dr. Iustin Neneth din Timișoara, str. Gh. Lazăr, în fața răposatului colonel Brândușa, jurământul de intrare în „Garda Națională”, fiind trimis apoi în plasa Pardani și Modoș pentru a organiza gărzile naționale. Tot în noiembrie 1918 trece peste Mureș, împreună cu Dr. Iustin Neneth, arhiva Gărzii Naționale din Banat, la Arad. La 23 noiembrie 1918 ia parte ca secretar al „Sfatului Național” din comuna Gulvăz, județul Timiș-Torontal, prezidat de preotul Pavel Cimponeriu din comuna Cebza, unde se fac alegerile delegaților care urmează să fie trimiși la „Adunarea Națională” de la Alba Iulia pentru a vota unirea. 
La 22 noiembrie 1918 pleacă împreună cu ceilalți delegați din plasa Pardani la Alba Iulia. Ajungând însă la Timișoara, un soldat sârb voind a-i lua drapelul național român, donat de preotul I. Țiuca din Macedonia și împotrivindu-se, a fost maltratat și arestat de armata sârbă, depunându-l într-o sală de așteptare a gărzii „Domnița Elena” din Timișoara sub pază, unde au fost aduși toți delegații bănățeni care doreau să călătorească la Alba Iulia. După multe protestări, au fost declarați liberi și sfătuiți să nu meargă la Alba Iulia. Într-o consfătuire din acea noapte, ținută la fostul restaurant „Coroana” din Timișoara, s-a hotărât ca toți delegații răsfirați în grupuri mai mici să urce în trenurile ce pleacă spre Alba Iulia, ceea ce s-a și întâmplat. Drapelul a fost învălit în hârtii de ziare și dus la Alba Iulia de către stegarul Ștefan Vulpe.
În anul 1933 este numit președinte al Camerei de Muncă din Timișoara, funcționând în acest post până în 1938. În această calitate a contribuit cu sume importante de bani la construirea Caselor de educație națională a muncitorilor din Anina, Bocșa Română și Reșița. Pentru ucenici organizează cursuri de instruire și educare în localitățile Făget, Reșița, Anina, Bocșa Română și Sânnicolaul Mare, ținând și în alte localități ale țării conferințe de popularizare a ideii înființării căminelor de ucenici.

## Decorații
Pentru meritele avute pe terenul activității organizării căminelor de ucenici și românizarea brațelor muncitorești, a fost decorat cu:
1. Ordinul „Coroana României” în grad de cavaler, Brevetul Nr. 1695 din 1935.
2. „Meritul Comercial și Industrial” cl. I, Brevet Nr. 21660 din 20 ianuarie 1937.
3. Pentru faptele săvârșite în calitatea de comandant al „Gărzii Naționale” din județul Timiș-Torontal, prin Înaltul Decret Regal Nr. 1875 din 24 iunie 1941, i s-a conferit Medalia „Ferdinand I”.[4]